# Janówek (Modliborzyce)
Janówek – część miasta Modliborzyce w Polsce położona w województwie lubelskim, w powiecie janowskim, w gminie Modliborzyce.
W latach 1975–1998 kolonia administracyjnie należąca do województwa tarnobrzeskiego.
Przed 1 stycznia 2014 Janówek był samodzielną kolonią. 1 stycznia 2014 został włączony do miasta Modliborzyce.